# ジュリー＝ヴィクトワール・ドービエ
ジュリー＝ヴィクトワール・ドービエ（Julie-Victoire Daubié、1824年3月26日 - 1874年8月26日）は、フランスの著述家、女子教育を中心とする女性解放運動家。1861年に37歳で、フランス人女性で初めてバカロレアを取得し、さらに、ソルボンヌ大学が女性の入学を禁止していた1871年に初めて学士号（文学）を取得した。

## 背景
ジュリー＝ヴィクトワール・ドービエは1824年3月26日、ヴォージュ県（グラン・テスト地域圏）のバン＝レ＝バンに生まれた（バン＝レ＝バンは2017年に他のコミューンと合併してラ・ヴォージュ＝レ＝バンとなった）。ドービエの父は、ロレーヌ公レオポルト（レオポール）の妃エリザベート・シャルロット・ドルレアンの特許状によって1733年6月18日に設立されたバン＝レ＝バン王立工場（当時約500人の労働者を擁するブリキ製造工場）の会計担当であり、一家はこの敷地内の会計所に部屋を借りていた。ドービエは8人兄弟姉妹の末子であったが、生後間もなく父が死去すると、母マリー＝ヴィクトワールは転居を余儀なくされ、フォントノワ＝ル＝シャトー（ヴォージュ県）に越した。

## 教育
ドービエは初等教育修了証書取得後、1844年、20歳で上級初等教育修了証書を取得した。これは、小学校教員免許に相当する資格であり、当時の女性が取得できる最高の資格であった。
1833年6月28日付法律（ギゾー法）により、人口500人以上のコミューンに小学校を設置することが義務付けられ、この結果、義務教育が導入されたが、対象は男子のみであった。1850年3月15日付法律（ファルー法）によって人口800人以上のコミューンに女子向けの小学校を設置することが義務付けられたときに初めて、義務教育が女子にも適用されることになった。すでに1848年に公教育相に就任したイポリット・カルノーは、男子校・女子校を同数にすること、女性教師の高等師範学校を設立すること、コレージュ・ド・フランスに女子学生のみを対象とする講座を開講すること、そしてこのために前年コレージュ・ド・フランスで「女性精神史」（翌48年出版）の講義を行ったエルネスト・ルグーヴェを任命していたが、翌49年の選挙で保守派が勝利すると、王党派のアルフレッド・ド・ファルーが公教育相に就任し、カルノーの提案は実現されなかった。当時の女子教育は行儀作法、料理、裁縫、育児であり、女性にこれ以外の教育を施すのは社会の基盤である家庭の破壊につながるおそれがあると考えられていた。

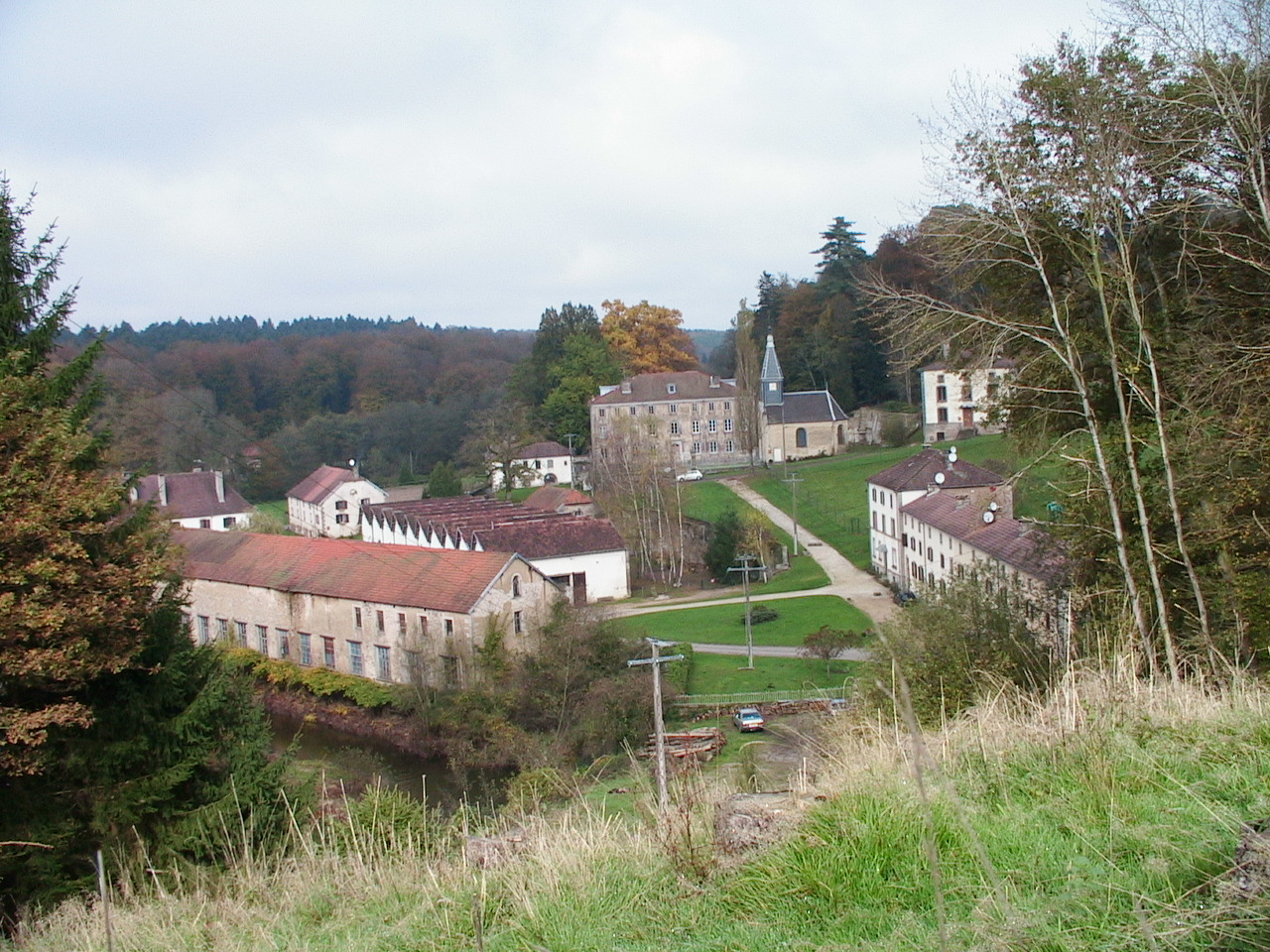
ドービエが生まれたバン＝レ＝バン王立工場 - 歴史的記念物 (フランス) 指定。

ドービエは好奇心が旺盛でラテン語、ギリシャ語、歴史、地理、ドイツ語などを独学で学んだが、これは司祭であった兄フロランタンの指導によるものである。上級初等教育修了証書を取得したドービエは、やはり兄の勧めでドセル（ヴォージュ県）の実業家の子女の家庭教師を務めた。次いでドイツで家庭教師をし、この傍ら多くの書物、特に当時の社会制度を批判する書物を読み、自ら書くことにも関心を持つようになった。さらにストラスブールで家庭教師をした後、フォントノワ＝ル＝シャトーの生家に戻った。この頃からサン＝シモン主義に傾倒し、刺繍作業所を設立して貧しい女性、仕事のない女性を適切な労働条件で雇用するなど、社会活動に積極的に関わり始めた。
1850年代にパリに移り住み、1853年から国立自然史博物館で動物学者イジドール・ジョフロワ・サン＝ティレールに師事し、併せて、経済学と法学を学んだ。

## 社会改革運動

### 19世紀の貧困女性

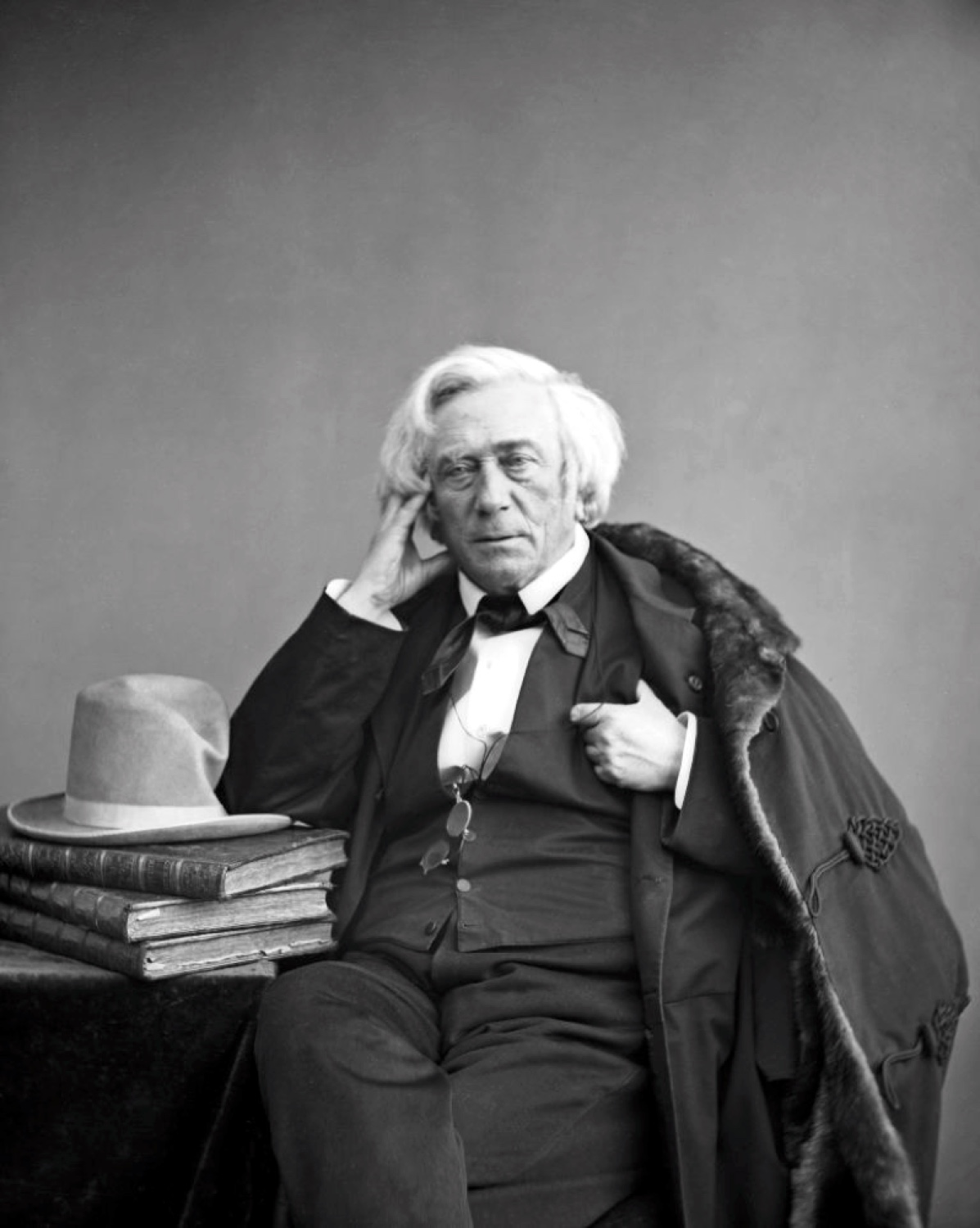
ドービエの活動を支援したサン＝シモン主義の実業家フランソワ・バルテルミ・アルレス＝デュフール (ナダールによる肖像写真、1860年頃)

1859年にリヨン科学文芸アカデミーが懸賞論文を募集した。「女性の就労・新分野への女性の進出を促すために同一労働同一賃金を実現する場合、その最良の方法・最も実用的な手段は何か」という課題であった。ドービエは自分の関心領域であったため、「ある貧困女性が描く貧困女性」と題する論文を応募したところ、最優秀賞を受賞した。この課題を提出したのはサン＝シモン主義の実業家フランソワ・バルテルミ・アルレス＝デュフールであった。彼は独学で身を立て、35歳でリヨン商工会議所の職員になり、リヨンの財界で大きな影響力を持つ絹織物の仲介業者であった。本業以外にもパリ・リヨン鉄道建設計画、スエズ運河の建設、クレディ・リヨネの設立（1863年にリヨン地方の絹商人および冶金業者たちによって創設）、経済学者のフレデリック・パシー（1901年ノーベル平和賞受賞）による国際平和自由連盟の結成、絹織物業労働者の相互援助協会の設立、老齢保険金庫の設立など多くの事業に関わった人物であり、サン＝シモン主義者の社会改革運動、とりわけ女性の地位向上に深い関心を寄せていた。ドービエの論文を高く評価したアルレス＝デュフールは、これ以後、彼女の活動を全面的に支援することになった。
ドービエは「ある貧困女性が描く貧困女性」で女性の貧困や社会における女性の地位・役割について歴史的に記述し、ブルジョワ道徳の偽善を批判した。結婚は本来の意味を失い、遺産相続目当ての契約となっている、一方、内縁やユニオン・リーブルは離縁された女性を貧困に追いやるものであり、男性が家庭でより大きな責任を負う対等なパートナーシップが必要であると論じた。また、1804年のナポレオン法典は時代の精神を反映し、女性蔑視と家父長制の理念に基づくものであり、財産のない女性が抑圧される原因は、道徳的無責任、女性に参政権がないこと、公職に占める男性の割合が圧倒的に多いことであると、女性参政権の必要性を強く主張した。この論文は、1866年に『19世紀の貧困女性』として刊行され、ドービエはこの功績により1867年のパリ万国博覧会でメダルを授与された。
1860年には公教育省が懸賞論文を応募し、課題は「農村における公教育の必要性について」であった。ドービエは「初等教育の進歩 ― 正義と自由」と題する論文を応募し、初等教育における男子と女子の平等、男性教員と女性教員の平等、公教育の無償化、男女共学、政治・宗教勢力からの教育の独立性などを訴えたが、受賞は果たせなかった。聖職者の特権を厳しく批判したためとされる。この論文は2年後に出版され、宗教教育と女子教育に関する論争を巻き起こした。

### 初のバシュリエール - 女性バカロレア取得者
男女同権、女性の経済的自立のために最も重要なのは教育であると考えていたドービエは、バカロレア受験の願書をパリ大学区に提出したが、拒否された。次いでエクス＝アン＝プロヴァンス大学区に提出したが、これも拒否された。これは、これまでバカロレア受験を希望する女性がいなかったからであり、もともと、女性がバカロレアが必要な職業に就いていなかったからである。当時の大学は主に法学部、医学部、理学部、文学部によって構成されていたが、これらの学問を修めるのは一部の特権階級に限られていた。しかも、1880年のカミーユ・セー法までは女子高等学校すら存在しなかった。したがって、バカロレア取得者を表わす「バシュリエ」の女性形「バシュリエール」という言葉も存在しなかった。このときドービエを支持したのはアルレス＝デュフールとリヨン大学文学部長で哲学者のフランシスク・ブイエであった。ブイエが女性でもバカロレア受験資格はあると判断したからである。一次試験の筆記試験はラテン語の翻訳、およびラテン語またはフランス語の作文、二次試験は口頭によるギリシャ語、ラテン語およびフランス語の文章の説明と論理学、地理、歴史、数学、幾何学、基礎物理学の筆記試験であった。結果は白球（賛成）、赤球（棄権）、黒球（反対）による投票によって決定された。ドービエは白球3個、赤球6個、黒球1個で合格と判定された。賛成票は主にラテン語に対するものであり、棄権が多かったのは、審査員が全員男性であったためとされる。

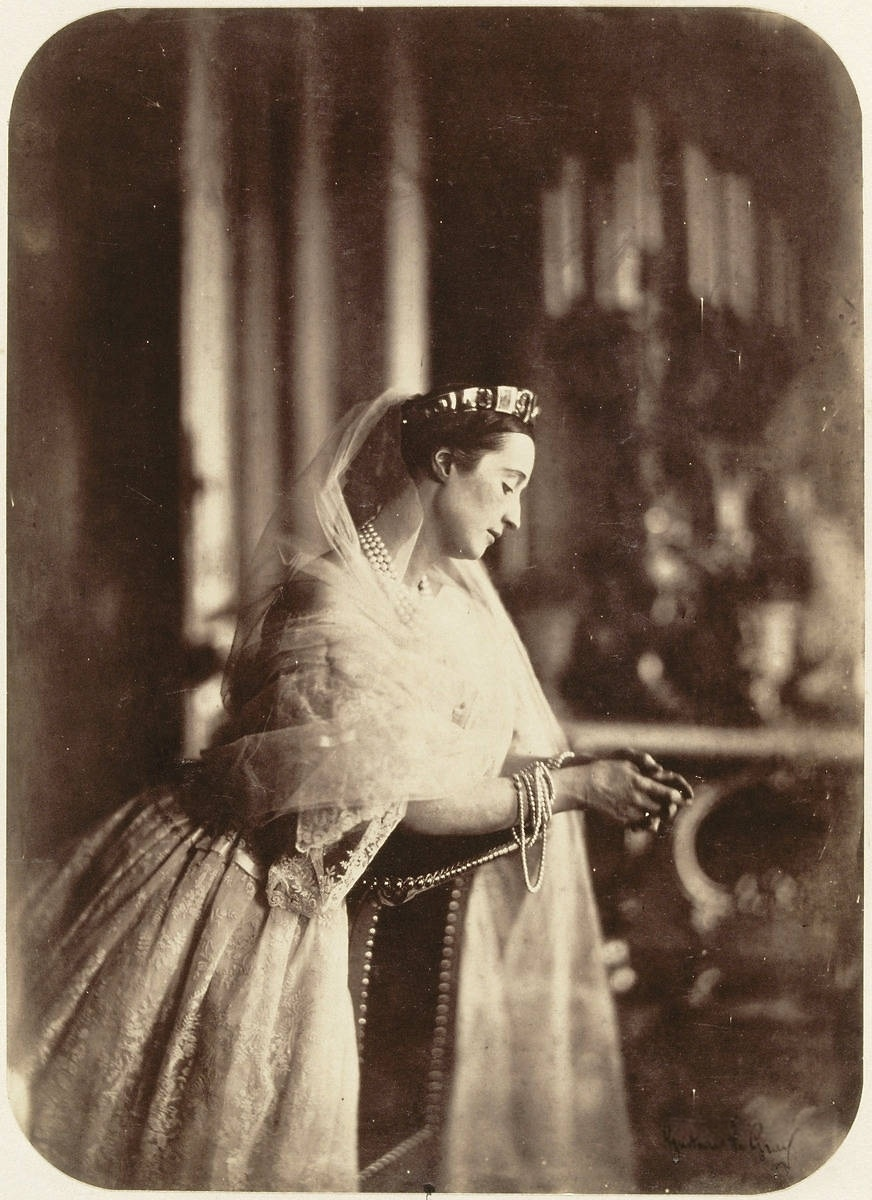
女性の活動を支援したフランス皇后ウジェニー (ギュスターヴ・ル・グレイによる肖像写真、1856年)

こうしてドービエは1861年8月17日、フランス人女性初のバカロレアを取得した。ブイエは、「彼女は、女性のために新しい道を切り開いた。彼女のように知の力・意志・才能を授けられた女性は多数存在する。そして、今後、自分自身のためのみならず社会のために、この優れた前例に倣う女性が現れると確信している。社会は、すべての女性にギリシャ語やラテン語を学ぶことを期待するわけではないとしても、女性が質の高い実質的な教育を受けることに大きな関心を寄せているからである」と、ドービエの成功を称えた。だが、学長はドービエに合格証明書を発行しただけで学位を授与しなかった。ギュスタヴ・ルーラン公教育相が「公教育省を馬鹿にしてはならない」と、学位に署名することを拒否したからである。そこで、アルレス＝デュフールはナポレオン3世の皇后ウジェニー・ド・モンティジョ（フランス皇后ウジェニー）に働きかけた。ウジェニーは慈善事業に積極的に取り組むほか、彫刻家カミーユ・クローデルに作品を注文して活動を支援する、ジョルジュ・サンドがアカデミー・フランセーズ会員の候補に挙がったときにはこれを支持するなど、女性や芸術家を支援した人物である。この結果、7か月後の1862年3月にようやくルーラン公教育相がドービエの学位に署名した。ブイエ学部長の期待に反して、ドービエに続いた女性は多くなかった。国民教育省によると、1861年から1873年までの間にバカロレアを取得した女性はわずか15人であり、教育制度における男女平等が達成されるのは、国民教育相レオン・ベラールのデクレにより、男女共通の学校教育計画（学習指導要領）が導入された1924年のことである。

### 女性解放運動
1840年代からサン＝シモン主義・フーリエ主義の女性たちを中心に男女同権、女性の自由を求める声が高まっていた。ドービエはこうした声を代表するジョルジュ・サンド、エリザ・ルモニエ（1862 年、フランス初の女子職業教育学校を設立）、画家ローザ・ボヌール（画家、女性初のレジオンドヌール勲章オフィシエ佩綬者）、作家マリー・ダグー、英国初の女性医師エリザベス・ギャレット＝アンダースン、英国の女性の権利擁護者エミリー・フェイスフル、廃娼運動家ジョセフィン・バトラーらと親交を深め、彼女たちを介して多くの文学者、政治家、ジャーナリスト、学者と知り合った。とりわけバトラーは、ドービエの『19世紀の貧困女性』から売春に関する部分を英訳し、1870年に発表している。
ドービエは1862年に自由主義の雑誌『エコノミスト誌』に『19世紀の貧困女性』からの抜粋を掲載し、1867年にアルレス＝デュフールの紹介で、経済学者フレデリック・パシーの国際平和自由連盟に入会し、1869年に退会するまで連盟の活動に貢献した。1869年にレオン・リシェとマリア・ドレームが『女性の権利』紙を創刊すると早速、初等教育における男女の不平等、炭鉱における女性の労働、失業、売春、親権などに関する記事を寄稿した。また、元老院に公娼制度の廃止、女性の親権を求める「建白書」を提出した。ドービエは女性参政権問題にも積極的に取り組んだ。女性参政権についてはフェミニストの間でも意見の相違・対立があり、まだ機が熟していない、または優先的問題ではないと考える女性が多く、また、反教権主義の立場から、女性に対するカトリック教会の影響の大きさを考慮し、女性が参政権を獲得すればカトリック勢力の政治への介入が強まると懸念する声もあったが、ドービエは反対を押して1870年の市町村議会議員選挙でパリ8区の候補者名簿への登録を申し出たが、区長はこれを却下した。彼女は、「女性を蔑視し、劣等な地位に置くのは、野蛮さや退廃の証明」であり、女性に参政権を与えなければ「未来が遠のく」と批判した。

### 女性初の学士号取得者
ドービエはバカロレア取得後、学業を続けるために大学進学・学士号取得を希望していたが、当時、ソルボンヌ大学は女性の入学を禁止していた。これは大学評議会が王政復古期に下した決定であり、法的な有効性はなく、実際、地域によっては女性の入学を許可する大学も存在した。そこで、『女性の権利』紙創刊前から共和派の政治新聞『オピニオン・ナシオナル』紙の編集委員を務めていたレオン・リシェが、同紙上で女性の入学を認めるよう要求する運動を行った。この結果、ドービエはソルボンヌ大学文学部に入学し、1871年10月28日に文学士号を取得。フランス人女性初の学士号取得者が誕生した。とはいえ、学位記には「学士」という名詞が男性形で書かれ、敬称も「ムッシュ」とされていた。ジュール・シモン国民教育相はこれを「マモドモワゼル」に修正し、ドービエに祝い状を送った。

### 段階的女性解放協会
同年11月20日、「段階的女性解放協会」を設立した。ドービエは副会長を務め、会長に就任したアルレス＝デュフールが会を経済的に支援した。段階的女性解放協会は出版社を兼ね、アレクサンドル・デュマ・フィスの『女性問題』、『獄中記』で知られるイタリアの思想家・作家シルヴィオ・ペリコの原著の抜粋『青年の手引書』、『悪徳に対する法的寛容さ』(ジョセフィン・バトラー、ヴィクトル・ユーゴー、ジョン・スチュアート・ミル、ジュゼッペ・マッツィーニ、神学者アジェノール・ド・ガスパラン、イアサント・ロワソン、マリー・ゲッグ＝プーシューラン、アンナ・マリア・モッツォーニの論文・書簡集) などを刊行した。これらはいずれも（当時一般的であった）街頭販売を禁止された書物であり、ドービエが序文を書いている。
1871年に発表された『女性解放』は女性参政権を訴えるパンフレットを編集したものである。ドービエは本書で、「女性市民」が参加しない民主主義はあり得ない、女性の政治的解放（参政権）と法的解放（市民権）は分かち難く、両者を共に実現するための改革が必要であると説いた。

## 死去・影響

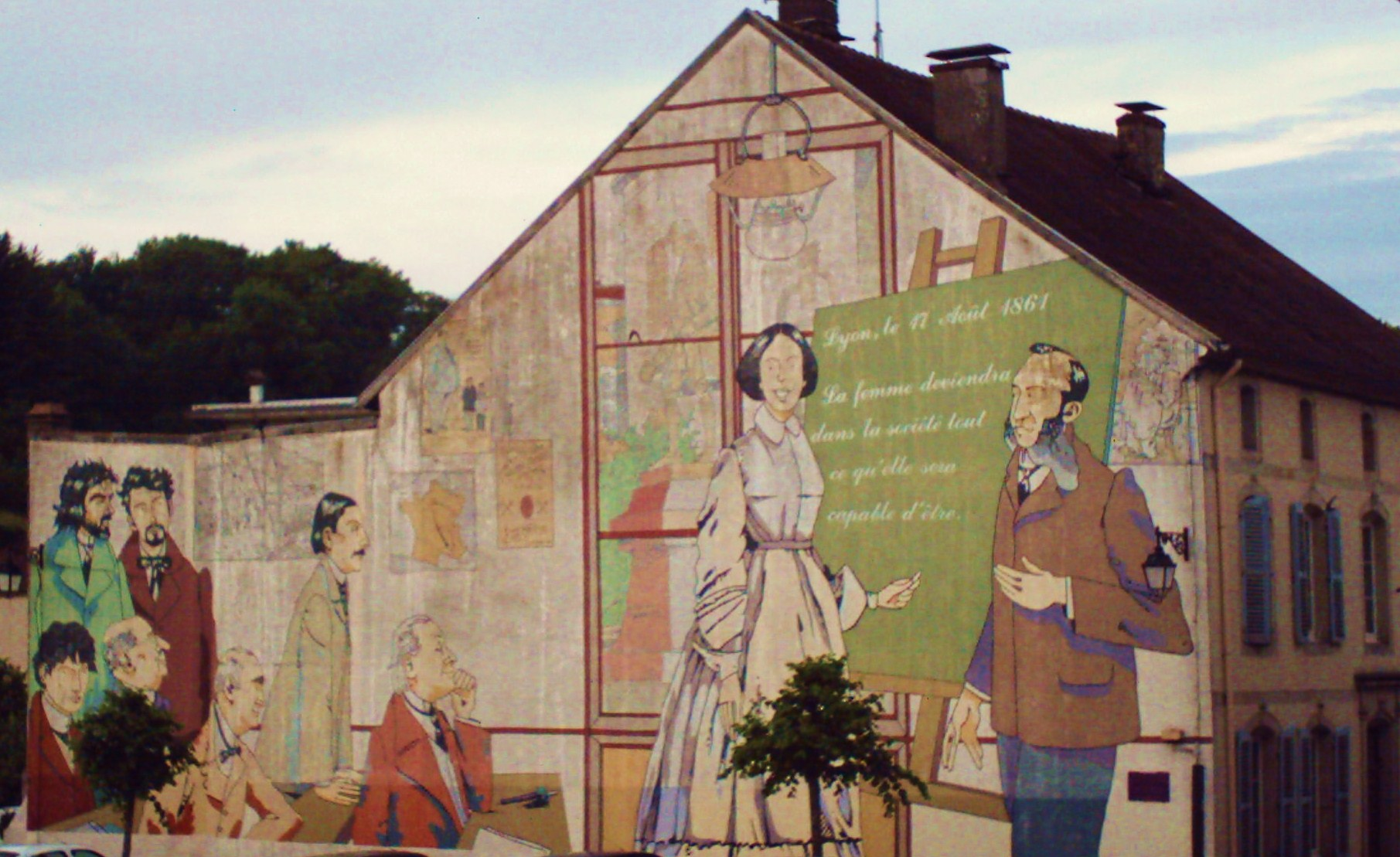
ドービエを描いたフレスコ画 (フォントノワ＝ル＝シャトー)

1872年にアルレス＝デュフールが死去すると、ドービエは生家のあるフォントノワ＝ル＝シャトーに転居し、博士論文の執筆に取りかかった。1874年8月26日、ドービエは「ローマ社会における女性の地位」と題するこの論文を書き終えることなく、結核で死去、享年50歳。フォントノワ＝ル＝シャトー墓地に埋葬された。墓地の塀には後にドービエの業績を称えてフレスコ画が描かれた。
2018年3月現在、ドービエの名前を冠した学校が21校ある。通りや広場のほか、国民教育省の会議室もドービエに因んで名付けられた。生誕194年の2018年3月26日、Google Doodleにドービエを描いた絵が掲載された。2019年3月23日、パリ国際大学都市に新設された寮がジュリー＝ヴィクトワール・ドービエ館と命名され、開寮式が行われた。

## 著書
- Du progrès de l'enseignement primaire : justice et liberté (初等教育の進歩 ― 正義と自由), Librairie de Madame Claye, 1862 (電子版 - リヨン電子図書館).
- « De l'enseignement secondaire pour les femmes (女性の中等教育)», (『エコノミスト誌』に掲載された「女性のための中等教育), Guillaumin, 1865.
- La Femme pauvre au xixe siècle (19世紀の貧困女性), Guillaumin, 1866 (電子版 - フランス国立図書館).
- L’Émancipation de la femme (女性解放), Thorin, 1871.

序文
- La Tolérance légale du vice (悪徳に対する法的寛容さ), Association pour l'émancipation progressive de la femme, 1872.
- Alexandre Dumas fils, La Question de la femme (女性問題), Association pour l'émancipation progressive de la femme, 1872.
- Silvio Pellico, Manuel du jeune homme (青年の手引書), Association pour l'émancipation progressive de la femme, 1872.

## 参考資料
- Jean-Louis Debré, Valérie Bochenek, Ces femmes qui ont réveillé la France, Fayard (3 janvier 2013).
  - (邦訳) ジャン＝ルイ・ドブレ、ヴァレリー・ボシュネク著『フランスを目覚めさせた女性たち』西尾治子、松田祐子、吉川佳英子、佐藤浩子、田戸カンナ、岡部杏子、津田奈菜絵共訳、パド・ウィメンズ・オフィス、2016年3月23日。
- Christine Bard, Sylvie Chaperon, Dictionnaire des féministes. France - XVIIIe-XXIe siècle, Presses Universitaires de France, 2017.
- David Westphal, LE PARISIEN MAGAZINE. Histoire : Julie-Victoire Daubié, mention spéciale à la lauréate (le 29 juillet 2016), Le Parisien.
- Qui était Julie-Victoire Daubié, première Française à avoir eu le bac ? (le 26 mars 2018), La Parisienne.
- Delphine Bancaud, Figures du féminisme: Julie-Victoire Daubié, la première femme bachelière et fière de l'être (le 20 juillet 2018), 20 Minutes.
- Albert Algoud, Julie-Victoire Daubié, la première française à obtenir le bac... en 1861 ! (le 23 juin 2019), France Inter.